# 闘うリハビリ
『闘うリハビリ』（たたかう - ）とは、NHK総合テレビジョンにおいて2008年2月10日・11日、2009年2月8日放送の「NHKスペシャル」の企画である。

## 概要
近年、リハビリテーションの現場においては「可能な限り早期に開始すればするほど、リハビリの効果が上がる」という認識が広がりつつある。しかし、その実践にはまだ課題が多い。この企画では「脳」を着眼点とし、国内外で早期リハビリ普及に向けて行われている様々な取組みを取材するとともにリハビリに於ける問題点を検証し、改善するために何が必要かを考察する。
司会の藤田太寅は2007年に脳出血で倒れ、リハビリが続く。また、ゲストのジャズシンガー・綾戸智恵は母親が脳疾患で倒れ、その介護を続けていた。そして、アテネオリンピック直前に脳梗塞で倒れた長嶋茂雄が、リハビリの様子の取材・インタビューに応じた。その中では、脳梗塞による言語障害が残る中で自身のリハビリについて語るとともに全国の患者にエールを送った。
放送後NHKには多数の反響が寄せられ、その中にはリハビリ現場の厳しい現実について綴られたものもあった。そこで2009年2月8日放送の続編で、視聴者の許へ藤田が出向きリハビリ環境を改善するためには何が必要かを考察する。

## 出演者
スタジオ
- 藤田太寅（司会、元NHK解説委員）
- 黒崎めぐみ（司会、アナウンサー）
- 綾戸智恵（ゲスト）
- 大田仁史（ゲスト、茨城県立医療大学名誉教授・リハビリ医）

VTR出演者
- 長嶋茂雄（読売巨人軍終身名誉監督）
- 上田早苗（VTRナレーション、アナウンサー）
- 青山祐子（長嶋インタビュー担当、アナウンサー）